# دیوید مارتی (بازیکن فوتبال)
دیوید مارتی (انگلیسی: David Marty؛ زادهٔ ۲۷ مارس ۱۹۷۲) بازیکن فوتبال اهل فرانسه است.